# Phil Jagielka
Philip Nikodem Jagielka (* 17. srpna 1982, Manchester, Anglie, Spojené království) je anglický fotbalový obránce a bývalý reprezentant s polskými kořeny, který v současné době hraje za klub Derby County FC. Univerzální fotbalista, může hrát na místě stopera (středního obránce), pravého beka či záložníka. Účastník Mistrovství světa 2014 v Brazílii.
Jeho prarodiče přišli do Anglie z Polska během druhé světové války.

## Klubová kariéra
Jagielka hrál v mládežnických týmech klubu Sheffield United FC. V A-mužstvu debutoval v květnu 2000. V červenci 2007 přestoupil do týmu Everton FC vedeného trenérem Davidem Moyesem. V sezoně 2013/14 byl ustanoven kapitánem týmu.

## Reprezentační kariéra
Phil Jagielka reprezentoval Anglii v mládežnickém výběru U21.
V A-mužstvu Anglie debutoval 1. června 2008 v přátelském zápase v Port of Spain proti Trinidadu a Tobagu (výhra 3:0, šel na hřiště ve druhém poločase).
Byl ve 23členném kádru Anglie pro EURO 2012 v Polsku a na Ukrajině.
Trenér Roy Hodgson jej nominoval na Mistrovství světa 2014 v Brazílii, kde Angličané vypadli již v základní skupině D, obsadili s jedním bodem poslední čtvrtou příčku.